# Werner Janssen (Mediziner)
Werner Janssen (* 24. September 1924 in Mülheim an der Ruhr; † 1. Oktober 2021) war ein deutscher Pathologe und Rechtsmediziner. Von 1968 bis 1991 leitete er das Institut für Rechtsmedizin am Universitätsklinikum Hamburg-Eppendorf. Er galt als Spezialist für die Ermittlung von Todesursachen und Todeszeiten.

## Leben und Werk
Der Sohn eines Elektroingenieurs besuchte die Volks- und Mittelschule in Birkenwerder. 1942 legte er in Berlin sein Abitur ab. Janssen wurde zum Reichsarbeitsdienst eingezogen, nahm anschließend als Angehöriger der Kriegsmarine am Zweiten Weltkrieg teil und geriet in britische Kriegsgefangenschaft.
Im Jahr 1946 nahm Janssen ein Studium der Biologie an der Universität Leipzig auf, wechselte aber 1947 bereits zur Medizin. Er legte 1952 sein Medizinisches Staatsexamen ab und wurde bald darauf promoviert. Bis 1959 absolvierte er eine Ausbildung im Pathologischen Institut der Universität Leipzig, wo er zum Oberarzt ernannt wurde und sich 1958 bei Heinrich Bredt über „Morphologie und Pathogenese der Leukämie“ im Fach Pathologie habilitierte.
Janssen ging in den Westen und arbeitete zunächst am Institut für Pathologie in Aarau, dann in Karlsruhe. 1961 kam er an das Institut für Gerichtliche Medizin der Universität Heidelberg, wo er unter Berthold Mueller arbeitete und sich auf Rechtsmedizin spezialisierte. 1963 habilitierte er sich auf das Fach Rechtsmedizin um. 1967 wurde Janssen außerplanmäßiger Professor. 1968 übernahm er den Lehrstuhl für Rechtsmedizin der Universität Hamburg und die Direktion des dortigen Instituts für Gerichtliche Medizin und Kriminalistik, das er bis zu seiner Emeritierung 1991 leitete. Von 1974 bis 1976 amtierte er als Dekan der Medizinischen Fakultät.
Janssen stand für eine interdisziplinäre Synthese der Fächer Pathologie und Rechtsmedizin und gilt als Wegbereiter morphologischer Genauigkeit in der forensischen Expertise. In seinem Werk Forensische Histologie zeigte er die Bedeutung einer morphologisch fundierten Beweisführung „vitaler Reaktionen“ für die Rechtsprechung auf. Zu Janssens wissenschaftlichen Schwerpunkten gehörten die Analyse des „plötzlichen Todes“, der Alkoholismus unter rechtsmedizinischen Gesichtspunkten, allgemeine Fragen zur Wechselwirkung zwischen Medizin und Rechtsprechung sowie Forschungen zur Wirkung von Drogen im Straßenverkehr. Er stand in dem Ruf, auch in besonders schwierigen Fällen Todesursachen und Todeszeiten bestimmen zu können, und wurde etwa von den Angehörigen Ulrike Meinhofs und Uwe Barschels um Nachuntersuchungen gebeten.
Janssen war ab 1987 Mitglied der Deutschen Akademie der Naturforscher Leopoldina und dort auch Senator. Er starb am 1. Oktober 2021, eine Woche nach seinem 97. Geburtstag, den er noch wohlauf gefeiert hatte.

## Schriften (Auswahl)
- Zur Differentialdiagnose der myeloischen und lymphatischen Leukämien in besonderen Grenzfällen. [S.n.], Leipzig 1952, Dissertation.
- Morphologie und Pathogenese der Leukämien. [s.n.], [S.l.] 1958, Habilitationsschrift.
- mit Johannes Oehme und Christian Hagitte: Leukämie im Kindesalter. Beiträge zur Morphologie, Klinik, Pathophysiologie und Therapie. Thieme, Leipzig 1958.
- Forensische Histologie. Mit 10 Tabellen. Schmidt-Römhild, Lübeck 1977, ISBN 3-7950-0616-3.